# Sasaki Sayaka
Sasaki Sayaka (佐咲 紗花) (nascida em 19 de junho de 1982) é uma música japonesa pela gravadora Lantis. Ela começou sua carreira após vencer o concurso de canto Anison Grand Prix em 2009. Desde então, ela é a responsável por vários temas de anime, como The Book of Bantorra; Nichijou; Garo: The Animation; So, I Can't Play H!!, entre outros.

## Carreira
Sasaki nasceu em Akita, uma cidade na província de Akita. Ela participou de três testes enquanto estava no ensino médio. Teve sua chance em 2009, quando venceu o concurso de canto Anison Grand Prix em 2009, derrotando vários milhares de participantes. Mais tarde, ela assinou com a gravadora Lantis, e em janeiro de 2010 lançou seu primeiro single "Seisai no Ripieno" (星彩のRipieno) , que foi usado como segundo tema de abertura da série animada de televisão de 2010 , The Book of Bantorra. . Seus próximos dois singles, "Lucky Racer/Real Star" (lançado em junho de 2010) e "Fly away t.p.s." (lançado em fevereiro de 2011) foram usados como temas do programa de variedades japonês Lucky Racer . Seu single "Zzz", lançado em maio de 2011, foi usado como primeiro tema de encerramento da série animada de televisão de 2011, Nichijou.
Em 2015, ela se apresentou no Brasil, participando da Anime Friends.

## Vida pessoal
Ela é amiga íntima da ex-idol Kana Seguchi, finalista do 3º Anisong Grand Prix, e eles se chamam de "Saya-nee" e "Ramitan".
Em novembro de 2017, Sasaki se casou com o ator Sanshiro Wada.

## Discografia
- Álbuns
  - Sympathetic World (2011)
  - Daybreaker (2013)
  - Sayakaver. (2015)
  - Atlantico Blue (2015)
  - Fated Crown (2017)